# JADES-GS-z14-0

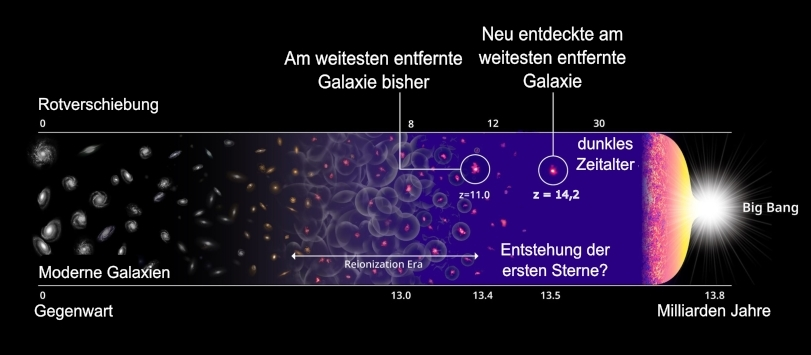
Entwicklung des Universums in logarithmischer Darstellung mit Kandidaten frühester Galaxien bei z=14,2

JADES-GS-z14-0 ist eine Galaxie mit einer Rotverschiebung von {\textstyle 14{,}2_{-0{,}20}^{+0{,}08}}. Entsprechend ist ihr Licht 13,5 Milliarden Jahre zur Erde unterwegs. Ihr Foto zeigt sie zu einem Zeitpunkt von nur etwa 290 Millionen Jahren nach dem Urknall. Entdeckt wurde diese Galaxie im Mai 2024 durch Beobachtungen mit dem James-Webb-Weltraumteleskop im Rahmen der JWST Advanced Deep Extragalactic Survey (JADES). Mit Stand 2024 ist sie die am weitesten entfernte Galaxie, die von einem Weltraumteleskop beobachtet werden konnte. Sie kann nur dank des Gravitationslinseneffekts gesehen werden, welcher von der Vordergrundgalaxie NIRCam ID 183349 ausgelöst wird. Der Durchmesser von JADES-GS-z14-0 betrug zum Zeitpunkt der Lichtemission ca. 1600 Lichtjahre bzw. der effektive Radius der Galaxie wird mit 260 Parsec angegeben.
Sie war, wie auch die anderen vom Teleskop entdeckten frühen Galaxien, deutlich heller, schwerer und größer als zuvor für damalige Verhältnisse angenommen. Laut Aussagen des Forschungsteams sind auch mögliche Hinweise auf das Vorhandensein von Sauerstoff überraschend, wofür zu dieser Zeit dann bereits mehrere Generationen massiver Sterne entstanden und vergangen sein müssten. Deshalb wird seither vermehrt das bisherige Standardmodell der Kosmologie angezweifelt.